# Gossypium pilosum
Gossypium pilosum är en malvaväxtart som beskrevs av Paul Arnold Fryxell. Gossypium pilosum ingår i släktet bomull, och familjen malvaväxter. Inga underarter finns listade i Catalogue of Life.